# 박헌영 리승엽 간첩 사건
박헌영·리승엽 간첩 사건(朴憲永·李承燁 間諜 事件)은 1953년 박헌영과 리승엽을 비롯한 남로당 계열의 거물 조선민주주의인민공화국 정치인들이 미국의 간첩으로서 정부 전복을 음모했다는 혐의로 체포되어 조선민주주의인민공화국 중앙재판소에서 유죄 판결을 받은 사건이다. 정식 명칭은 미제국주의의 고용간첩 박헌영, 리승엽 도당의 조선민주주의인민공화국 정권 전복 음모와 간첩사건이다.
이 사건의 피의자 13명 가운데 박헌영을 제외한 12명은 1953년 7월 30일 기소되어 재판을 받았고 재판은 재빨리 진행되어 8월 6일 판결이 내려졌다. 박헌영은 알려지지 않은 이유로 재판이 미루어지다가 2년 후인 1955년 12월 3일 기소되어 12월 15일에 판결을 받았다.
재판 기록에 따르면, 이 사건의 피고인들은 당시 김일성수상 정부를 전복하고 박헌영 중심으로 새 정부를 세울 계획이었다. 재판 결과는 피의자 전원 유죄 판결로, 징역형을 선고 받은 이원조와 윤순달을 제외하고는 모두 사형선고를 받고 처형되었다. 이들에 대한 사형의 집행은 박헌영에 대한 재판 끝날때까지로 연기되었다고 한다.
이 사건은 한국 전쟁에서 승리하지 못한 책임을 다른 곳으로 돌리는 동시에 당시 금강정치학원을 기반으로 일정한 세력을 형성하고 있던 남로당 계열을 일거에 제거하기 위한 김일성 계열의 모략이라는 평가이다. 하지만, 이들이 사실로 미국의 간첩이었으며 김일성 수상 축출을 시도했다가 실패한후 처단된 것이라는 평가가 있다.
2001년 9월에 박헌영파인 이강국과 임화 등 남로당의 일부 핵심간부들이 주한 미군방첩대(CIC) 요원으로 활동했던 것으로 남한에서 밝혀졌다.

## 참고자료
- 조선민주주의인민공화국 최고재판소 (1956). 《미제국주의 고용간첩 박헌영 리승엽 도당의 조선민주주의인민공화국 정권 전복음모와 간첩사건 공판 문헌》. 평양.
- 임경석 (2004년 4월 15일). 《이정 박헌영 일대기》. 서울: 역사비평사. ISBN 89-7696-801-8.